# X-Men: The Official Game
«X-Men: The Official Game», также известная как «X3: The Official Game» — видеоигра, изданная компанией Activision и основанная на фильме «Люди Икс: Последняя битва». Игра охватывает события между фильмами «Люди Икс 2» и «Люди Икс: Последняя битва» от лица персонажей Росомахи, Человека-льда и Ночного Змея. Также игра заполняет некоторые сюжетные пробелы серии фильмов, в частности объясняя отсутствие Ночного Змея в «Последней битве», и вводит новые элементы из комиксов Marvel, такие как преступная организация ГИДРА.
Многие актёры из франшизы «Люди Икс» вернулись к озвучиванию своих персонажей: Хью Джекман, Алан Камминг, Шон Эшмор, Патрик Стюарт, Тайлер Мэйн и Эрик Дэйн.
«X-Men: The Official Game», наряду с большинством других игр, выпущенных Activision по лицензии Marvel, подверглась удалению со всех цифровых магазинов 1 января 2014 года.

## Геймплей
Игрок контролирует действия нескольких членов Людей Икс, в частности Логана, Ночного Змея и Человека-Льда, поскольку именно они раскрывают заговор по уничтожению мутантов. Иногда в битве также участвуют другие участники команды. В версии для Nintendo DS Магнето является игровым персонажем, а в версии для Game Boy Advance — Колосс.

## Сюжет
Во время тренировки в Комнате опасностей института Ксавьера, Логан / Росомаха сражается со своим братом, Виктором Кридом / Саблезубым, в конечном итоге проиграв бой. Его спасает прибывший Человек-лёд, проходящий обучение у Циклопа, однако тот оказывается чересчур подавлен горем после смерти Джин Грей и пропускает занятие. Когда Логан преподаёт урок Человеку-льду, Профессор Икс предостерегает Росомаху от повторной попытки попадания в Комнату опасности на «7 уровень», прежде чем попросить Людей Икс отправиться на озера Алкали, чтобы достать незаменимые детали для Церебро. Ночной Змей проникает на разрушенную базу Уильяма Страйкера при помощи телепортации, обратив внимание на функционирование охранных систем. Оказавшись внутри, Люди Икс обнаруживают группу агентов ГИДРЫ, расхищающих технологии. Ночной Змей и Колосс отправляются на поиски частей Церебро, а Логан и Шторм начинают расследовать планы ГИДРЫ. Они обнаруживают, что Страйкер занимался строительством гигантских роботов, известных как Стражи, в рамках ещё одного плана по истреблению мутантов.
Шторм попадает в плен к Леди Смертельный Удар, однако Логану в конечном итоге удаётся спасти её. Ночной Змей становится пленником иллюзий Джейсона Страйкера, который напоминает Курту, что тот оставил его умирать. Ночной Змей извлекает части Церебро, параллельно сражаясь со Стражем. Активируется огромный Страж под названием Мастер Молд, восставший из озера Алкали. Люди Икс и Леди Смертельный Удар сбегают, и Логан присоединяется к вертолёту последней, чтобы следовать за ней, в то время как другие Люди Икс возвращаются в институт.
Человек-лёд не позволяет Пиро расплавить атомную электростанцию, а Шторм и Ночной Змей останавливают Множителя от разрушения моста. Тем временем Логан следует за Леди Смертельный Удар и агентами ГИДРЫ в Японию. Там же Логан узнаёт, что Смертельный Удар и ГИДРА работают на Серебряного Самурая. Сразившись с легионами сил ГИДРЫ и вновь убив Леди Смертельный Удар, Логан противостоит Серебряному Самураю. Тот сообщает, что ГИДРА помогла Страйкеру построить Стражей, не зная, что полковник планировал натравить роботов на мутантов. Сам Серебряный Самурай также оказывается мутантом и заявляет об ошибочности активации Мастера Молда. После победы над Серебряным Самураем Логан узнаёт, что у ГИДРЫ есть устройство в Гонконге, которое может остановить Мастера Молда. Логан сообщает об этом профессору Ксавьеру, который связывается с Магнето, опасаясь, что Люди Икс не смогут остановить Стражей в одиночку. Магнето и Саблезубый отправляются в Гонконг, чтобы помочь Людям Икс. Ксавьер также сообщает, что Джейсон Страйкер по-прежнему жив, а его психика раскололась на две половины: добрую половину, которая являлась Ночному Змею, и злую половину, контролирующую Мастера Молда.
Стражи сбивают самолёт Людей Икс по прибытии в Гонконг. Человек-лёд сражается со Стражами и возвращает устройство ГИДРЫ. Прибывает Магнето и использует устройство, чтобы вывести из строя Мастера Молда, который падает на землю, однако Леншерр теряет свой защитный шлем и попадает под контроль Джейсона.
Ночной Змей отключает центр управления Мастером Молдом, заручившись поддержкой доброй половины Джейсона, которая указывает путь через лабиринт Молда, после чего отключает нейронную сеть Мастера Молда. Тем временем Человек-лёд уничтожает ядро Мастера Молда, а Логан, оказавшись в иллюзии Джейсона, сражается с несколькими дикими клонами самого себя и выходит победителем. Ночной Змей пытается спасти Джейсона во время разрушения Мастера Молда, но Саблезубый похищает Страйкера-младшего и готовится скрыться. Логан выслеживает Саблезубого по запаху и вступает с ним в бой, пока Курт убегает с Джейсоном. Между ними происходит ожесточённая битва, заканчивающаяся тем, что Логан сбрасывает Саблезубого с большой высоты. Джейсон умирает, поблагодарив Ночного Змея за его спасение. Магнето уходит, поклявшись, что в следующий раз встретится с Людьми Икс как с врагами.
Вернувшись в особняк Ксавьера, Ночной Змей сообщает Профессору, что не хочет быть членом команды, потому что их жизнь слишком жестока, в то время как он — мирный человек. Ксавьер отвечает, что ему всегда рады в Особняке, и Курт уходит. Тем временем Циклоп отправляется в дом Джин Грей и находит её живой, однако девушка оказывается не в состоянии сдержать свою силу и закрывает перед ним дверь. Игра заканчивается на мольбах Циклопа впустить его.

## Разработка
Сюжет игры был написан Заком Пенном и Крисом Клэрмонтом. Пенн был одним из сценаристов фильма «Люди Икс: Последняя битва», а Клэрмонт долгие годы являлся сценаристом различных комиксов о команде мутантов, создав персонажей для многих из «новой» команды Людей Икс, в которую входили на тот момент новые члены: Шторм, Ночной Змей, Колосс, Банши и Росомаха. Клэрмонт наиболее известен по сюжету The Dark Phoenix Saga.

## Отзывы
| Сводный рейтинг    | Сводный рейтинг | Сводный рейтинг | Сводный рейтинг | Сводный рейтинг | Сводный рейтинг | Сводный рейтинг | Сводный рейтинг |
| Издание            | Оценка          | Оценка          | Оценка          | Оценка          | Оценка          | Оценка          | Оценка          |
| Издание            | DS              | GBA             | GC              | PC              | PS2             | Xbox            | Xbox 360        |
| ------------------ | --------------- | --------------- | --------------- | --------------- | --------------- | --------------- | --------------- |
| GameRankings       | 51,65 %         | 52,91 %         | 54,26 %         | 54,60 %         | 56,31 %         | 57,13 %         | 55,41 %         |
| Metacritic         | 50/100          | 55/100          | 50/100          | 52/100          | 52/100          | 53/100          | 52/100          |
| Иноязычные издания |                 |                 |                 |                 |                 |                 |                 |
| Издание            | Оценка          | Оценка          | Оценка          | Оценка          | Оценка          | Оценка          | Оценка          |
| Издание            | DS              | GBA             | GC              | PC              | PS2             | Xbox            | Xbox 360        |
| EGM                | N/A             | N/A             | 3,83/10         | N/A             | 3,83/10         | 3,83/10         | 3,83/10         |
| Eurogamer          | N/A             | N/A             | N/A             | N/A             | N/A             | N/A             | 3/10            |
| Game Informer      | N/A             | N/A             | 4/10            | N/A             | N/A             | N/A             | N/A             |
| GameRevolution     | N/A             | N/A             | C−              | N/A             | C−              | C−              | C−              |
| GameSpot           | 4,3/10          | 6,6/10          | 5,6/10          | 5,6/10          | 5,6/10          | 5,6/10          | 5,3/10          |
| GameSpy            | N/A             | N/A             | [ 26 ]          | N/A             | N/A             | N/A             | N/A             |
| GameTrailers       | N/A             | N/A             | 6,4/10          | N/A             | 6,4/10          | 6,4/10          | 6,4/10          |
| GameZone           | 6/10            | 6,7/10          | 5,4/10          | 8,8/10          | 5,6/10          | 8,9/10          | 8,9/10          |
| IGN                | 5,7/10          | 5/10            | N/A             | 5,7/10          | 5,9/10          | N/A             | 5,9/10          |
| Nintendo Power     | 7/10            | 3,5/10          | 6,5/10          | N/A             | N/A             | N/A             | N/A             |
| OPM                | N/A             | N/A             | N/A             | N/A             | [ 42 ]          | N/A             | N/A             |
| OXM                | N/A             | N/A             | N/A             | N/A             | N/A             | 7,5/10          | 7/10            |
| PC Gamer (US)      | N/A             | N/A             | N/A             | 40 %            | N/A             | N/A             | N/A             |
| The A.V. Club      | D               | D               | D               | D               | N/A             | D               | D               |
| Detroit Free Press | N/A             | N/A             | N/A             | N/A             | N/A             | N/A             | [ 46 ]          |

Согласно данным агрегатора обзоров Metacritic, «X-Men: The Official Game» получила «смешанные или средние» отзывы представителей игрового сообщества.
На консолях и PC игра подверглась критике за однообразный геймплей и недоработанный искусственный интеллект противника. Версия для Xbox 360 практически не отличалась от версий других консолей, несмотря на более мощные характеристики приставки. Detroit Free Press дала версии для Xbox 360 три звезды из четырёх с пояснением: «Я был бы счастливее, будь у меня возможность играть за Циклопа. Тем не менее, трое доступных Людей Икс вносят достаточно разнообразия для такой маленькой видеоигры». The Times назвала игру «неоднозначной», отметив, что «красивая графика и плавный геймлей не заменят воображение». Тем не менее, AV Club поставил игре оценку D раскритиковав «короткие, легко забываемые уровни, плохую систему управления и вызывающее судороги однообразие».
IGN назвал версию для  DS «монотонной и трудноуправляемой».